# مسجد شوش
مسجد شوش از مساجد قدیمی ایران زمین است.
مساجد اولیه بناهای بسیار ساده بودند، در محوطه‌ای مربع و مستطیل شکل و رو به قبله،با دیوارهای خشتی ساخته می شدند(مانند مساجد مدینه،کوفه،بصره).در ایران از مساجد و بناهای اولیه اسلام نمونه‌های زیادی به جا نمانده،ولی طبق تحقیقات باستان‌شناسی و تاریخی مساجد شوش و فهرج از قدیمی‌ترین نمونه‌های مساجد در ایران دوره اسلامی به‌شمار می روند.

## تاریخچه
شوشتر در سال ۱۷ هجری به تصرف عمر بن الخطاب خلیفه دوم پس از پیامبر اسلام درآمد. وقتی عرب‌ها غرب ایران را تصرف کردند، مرکز فرماندهی خود در نزدیکی شوشتر قرار دادند، شوشتر در همان اوایل جزو قلمرو آن‌ها بود و به همین دلیل مسجد شوشتر جزو اولین مساجد ساخته شده در ایران به‌شمار می‌رود. برای تاریخگذاری مسجد شوشتر مناره نمی‌تواند برای تاریخ ساخت این مسجد گواه باشد چون از تاریخ ۶۵۶ میلادی ساختن مناره در کنار مساجد معمول بوده‌است. یکی از قدیمی‌ترین سکه‌هایی که در دوران اسلامی ضرب شده و از سبک ضرب سکه‌های (بیزانس) تقلید شده‌است، وجود این سکه در این مسجد سبب شد که ساختمان مسجد جامع شوشتر را قدیمی‌ترین بنای مذهبی ایران بدانیم و به حدود اواخر قرن اول هجری نسبت دهیم.

## ساختار مسجد
مسجد شوشتر اولین مسجدی است که بعد از حمله اعراب به ایران، ساخته شده‌است. اهمیت مسجد کهن شوشتر نه تنها به خاطر قدمت آن است،بلکه این مسجد جزء مساجد ستوندار اولیه بوده،و قابل مقایسه با مساجد ستوندار اولیه در کوفه و سیراف و نیز مسجد تاریخانه دامغان، که از روش‌های قبل از اسلام ایران الهام یافته‌اند است.مسجد شوشتر 55.65 متر طول و 45.25 متر عرض داشت و دیوارهای آن از خشت خام بود، و فقط پی ریزی آنه از آجرهای 7*30*30 سانتیمتر ساخته شده بود. از طرف خارج دیوار این مسجد به فاصله‌های 7.60 متر جرزهایی از خشت خام قرار داده شده بود تا استحکام بیشتری به دیوار بدهد. ورودی با چهار پله از دیوار شمالی بود که 1.40 متر از کف صحن مسجد پائین تر بود. به مرور زمان با بالا آمدن خاک، در قرن 7 که مسجد شوشتر کاملاً متروکه بود برای ورود به آن از طرف کوچه پله‌ای وجود نداشت. ورودی مسجد شوشتر روی محور بنا نیست و کمی در طرف راست آن قرار گرفته‌است.  قسمت شمال غرب مسجد روبه مکه بود و تالاری با 4 ردیف از 9 ستون آجری برپا کرده بودند. در سه طرف دیگر مسجد یک رواق با 2 ردیف ستون وجود داشته. مجموع ستون‌های این مسجد به عدد 74 می رسید و در بالای آن طاق‌ها و گنبدها قرار داده شده بودند. درباره ارتفاع ستون‌ها اطلاعات دقیقی در دست نیست چون آجرهای ستون‌ها برای مصارف ساختمان‌های جدید بکار رفته بود.قوس‌هایی که در بالای این ستون‌ها قرار گرفته بود با گچ بری‌ها تزئین شده بود و کتیبه‌هایی از سوره قرآن به خط کوفی  بوده‌است. سه نوع کتیبه ی دیگر در ضلع شرقی بدست آمده‌است. این مسجد فقط یک مناره داشت که در گوشه شرقی برپا شده بود و فقط پایه آن باقی مانده‌است. نمای مسجد را ستون‌های توکار در طرح اصلی چهارگوشه هستند همراه با احتمالاً تنها راهروی واقع در وسط تأکید می‌کنند.در گوشه ی شرقی حیاط بقایای ساخته‌ای به شکل بقعه با طرحی مربع یافت می‌شود که احتمالاً بر چاه آبی سایه می افکنده است.تقسیم دیوار احاطه‌کننده با برج‌های گوشه‌ای و میانی، به نظر میرسد که مربوط به منطقه،یعنی معماری مقدس بین النهرین است.